# Cathédrale Saint-Jean-Baptiste de Turin
Cette  cathédrale n’est pas la seule cathédrale Saint-Jean-Baptiste.
La cathédrale Saint-Jean-Baptiste de Turin (en Italien : Cattedrale di San Giovanni Battista) est la principale église de Turin, en Italie. Elle a également été appelée église métropolitaine Saint-Jean de Turin. Construite à la fin du XVe siècle, c'est le seul édifice religieux de style Renaissance de la ville. Siège épiscopal de l'archidiocèse de Turin, elle abrite le Linceul de Turin.  

## Historique
L'église est construite à l'emplacement d'un théâtre de l'ancienne cité romaine. Le premier édifice chrétien consistait en trois églises, dédiées au Saint-Sauveur, à Sainte Marie de Dompno, et la principale à Saint Jean Baptiste. D'après certaines sources, cette dernière a été consacrée par Agilulf, roi de Lombardie de 591 à 613.
C'est dans cette église qu'en 662 a été assassiné Garibald, duc de Turin, par un partisan de Godepert, dont on pense qu'il avait lui-même été assassiné avec la participation de Garibald.
Les trois églises primitives ont été détruites entre 1490 et 1492. Le campanile érigé en 1470 fut néanmoins conservé, et reste visible de nos jours.
La nouvelle cathédrale, toujours dédiée à saint Jean-Baptiste, a été construite entre 1491 et 1498 sur les plans de Amedeo de Francisco di Settignano, également connu sous le nom de Meo del Caprino, qui l'acheva en sept ans.
Le pape Léon X la confirma officiellement comme siège métropolitain en 1515.
Quelques modifications y furent apportées par Filippo Juvarra au XVIIe siècle.
Un projet d'agrandissement de la cathédrale pour donner un écrin plus luxueux au Linceul fut proposé en 1649, alors que Bernardino Quadri arriva de Rome comme courtisan du duc Charles Emmanuel II de Savoie. Le plan proposé par Quadri était basé sur un projet antérieur de Carlo di Castellamonte, avec une chapelle ovale placée derrière le chœur.
Le dôme, dont l'édification pris 28 ans, fut achevé en 1694 sous la direction de Marie Jeanne de Savoie, la veuve de Charles Emmanuel II.
La chapelle du Saint-Suaire, où est conservé le Suaire de Turin dans une châsse à haute technologie, fut ajoutée à la construction entre 1668 et 1694 par Camillo-Guarino Guarini.
Le dôme et la chapelle du Saint-Suaire ont été ravagés par un incendie dans la nuit du 11 au 12 avril 1997. Après 20 ans de travaux, la chapelle a rouvert au public en septembre 2018.

## Conservation du Saint-Suaire
Dans les passages sous l'église une visite libre permet aux touristes de regarder des objets relatifs au Suaire ainsi qu'une vidéo concernant le Suaire et d'autres artefacts historiques. L'église principale est également ouverte aux visites quelques heures par jour en dehors des heures de messe. Dans la chapelle du Saint-Suaire, la châsse de verre contenant le Suaire est recouverte d'un drap en tissu résistant au feu, le linceul n'étant ainsi pas visible,.
La cathédrale a reçu la visite de deux papes récemment, pour venir se recueillir devant le Suaire de Turin : le pape Benoît XVI, le 2 mai 2010, et le pape François, le 21 juin 2015.

## Sépultures
La cathédrale Saint-Jean-Baptiste accueille des sépultures de très nombreux membres de la maison de Savoie. Elle est considérée à partir du milieu du XVIe siècle comme une nouvelle nécropole pour la maison de Savoie, prenant la suite de l'abbaye d'Hautecombe.
- le duc Amédée VIII  († 1451) ;
- la duchesse Marguerite de France († 1574) ;
- le duc Emmanuel-Philibert de Savoie Ier  († 1580) ;
- la duchesse Catherine-Michelle d'Autriche († 1597) ;
- le duc François-Hyacinthe († 1638) ;
- le prince Thomas de Savoie-Carignan († 1656) ;
- la duchesse Françoise-Madeleine d'Orléans  († 1664) ;
- le duc Charles-Emmanuel II († 1675) ;
- une partie du corps de la duchesse Marie-Jeanne-Baptiste de Savoie († 1724) ;
- le cœur du prince Eugène de Savoie-Carignan († 1736).

Y est également enterré le bienheureux Pier Giorgio Frassati (1901-1925), jeune turinois et engagé dans les actions caritatives, déclaré « saint pour la jeunesse du troisième millénaire », béatifié par Jean Paul II en 1990

## Galerie

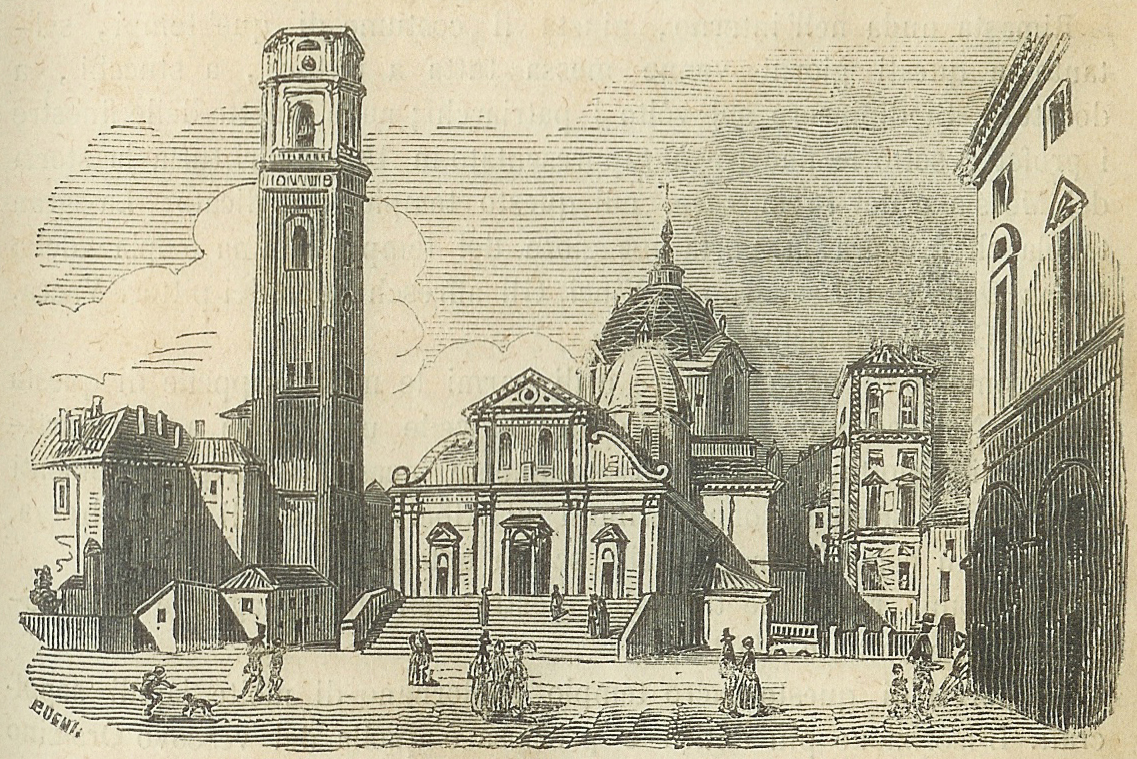
Gravure de la cathédrale (1852).
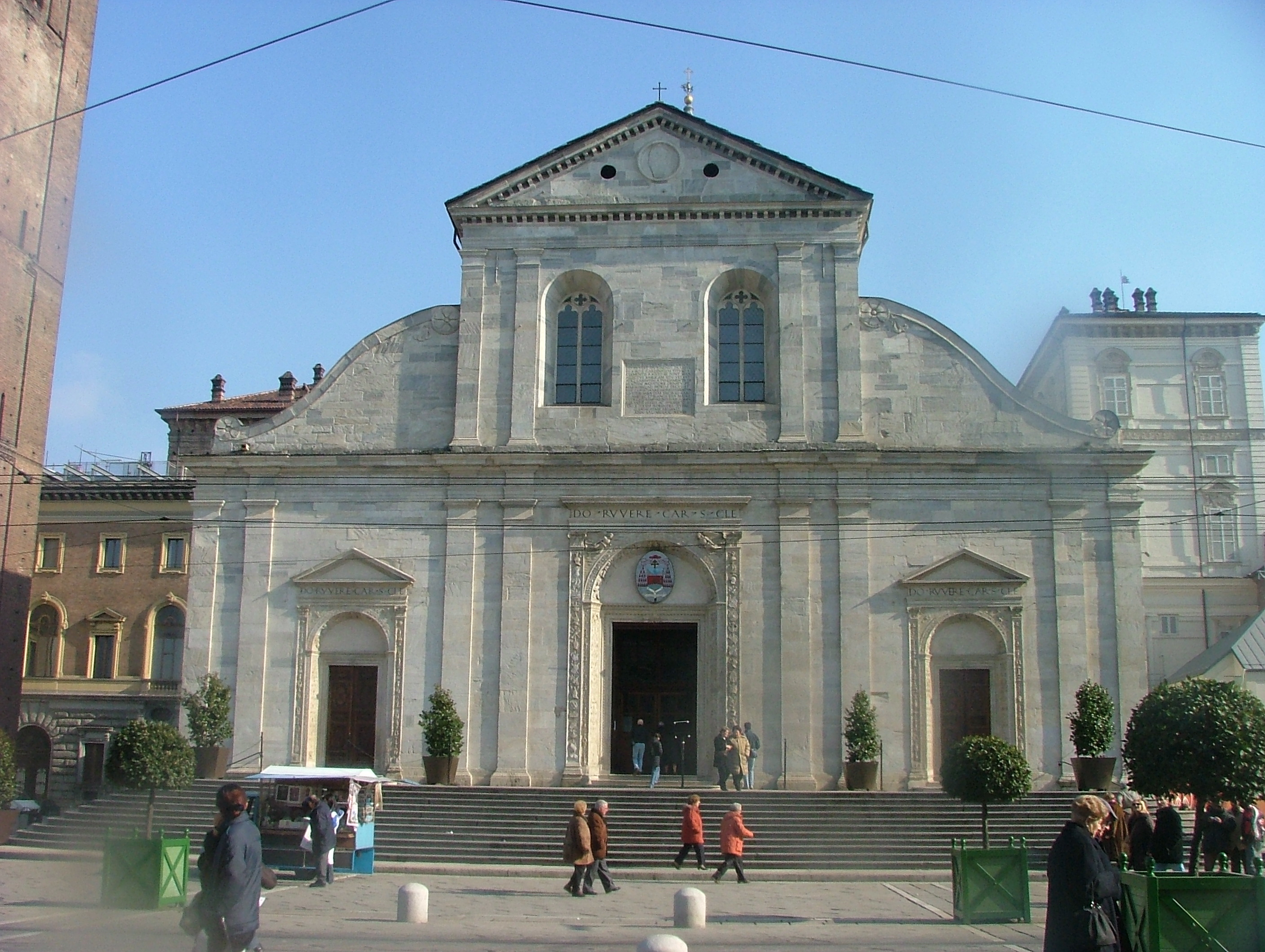
Façade.
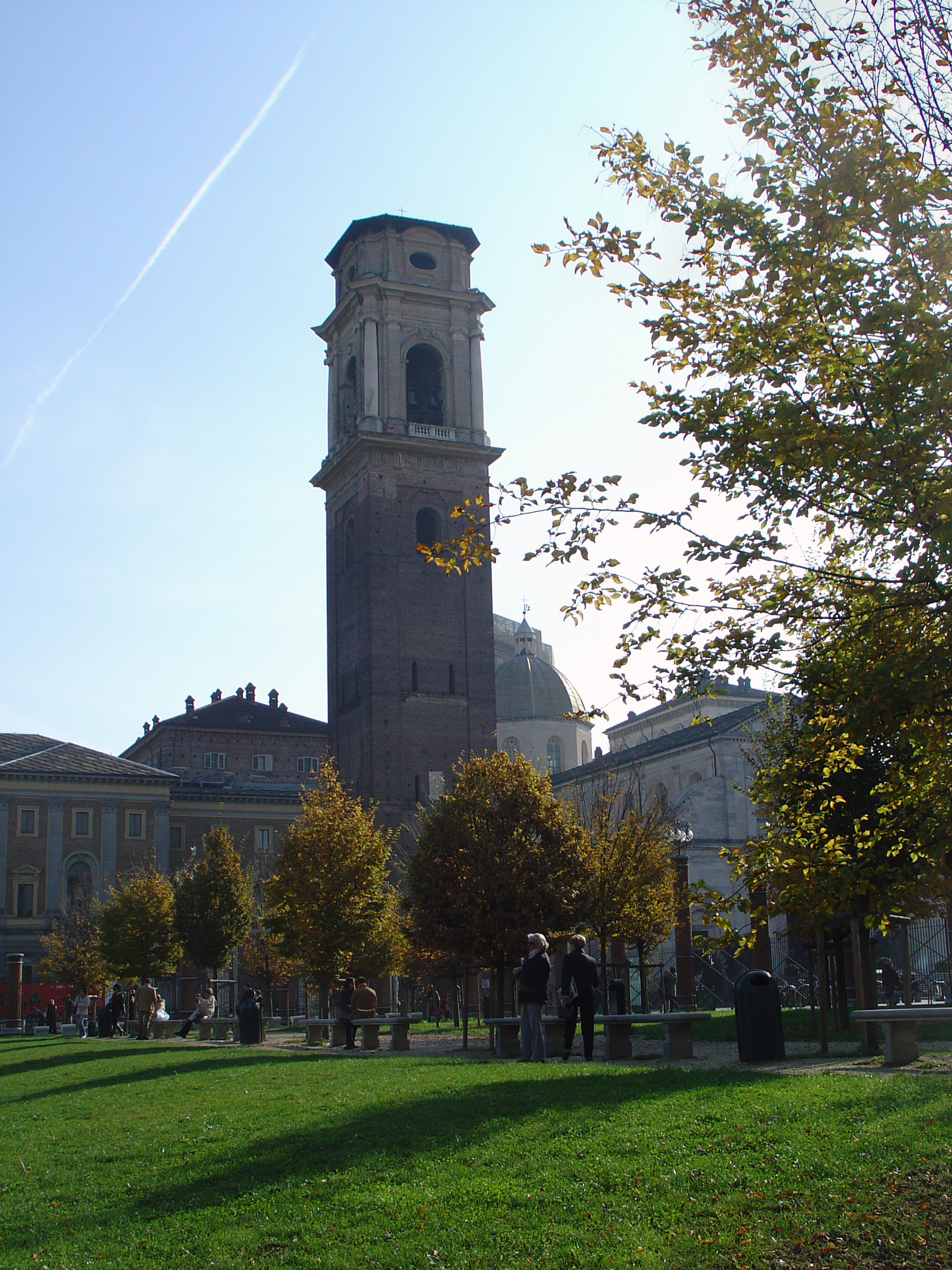
Campanile.
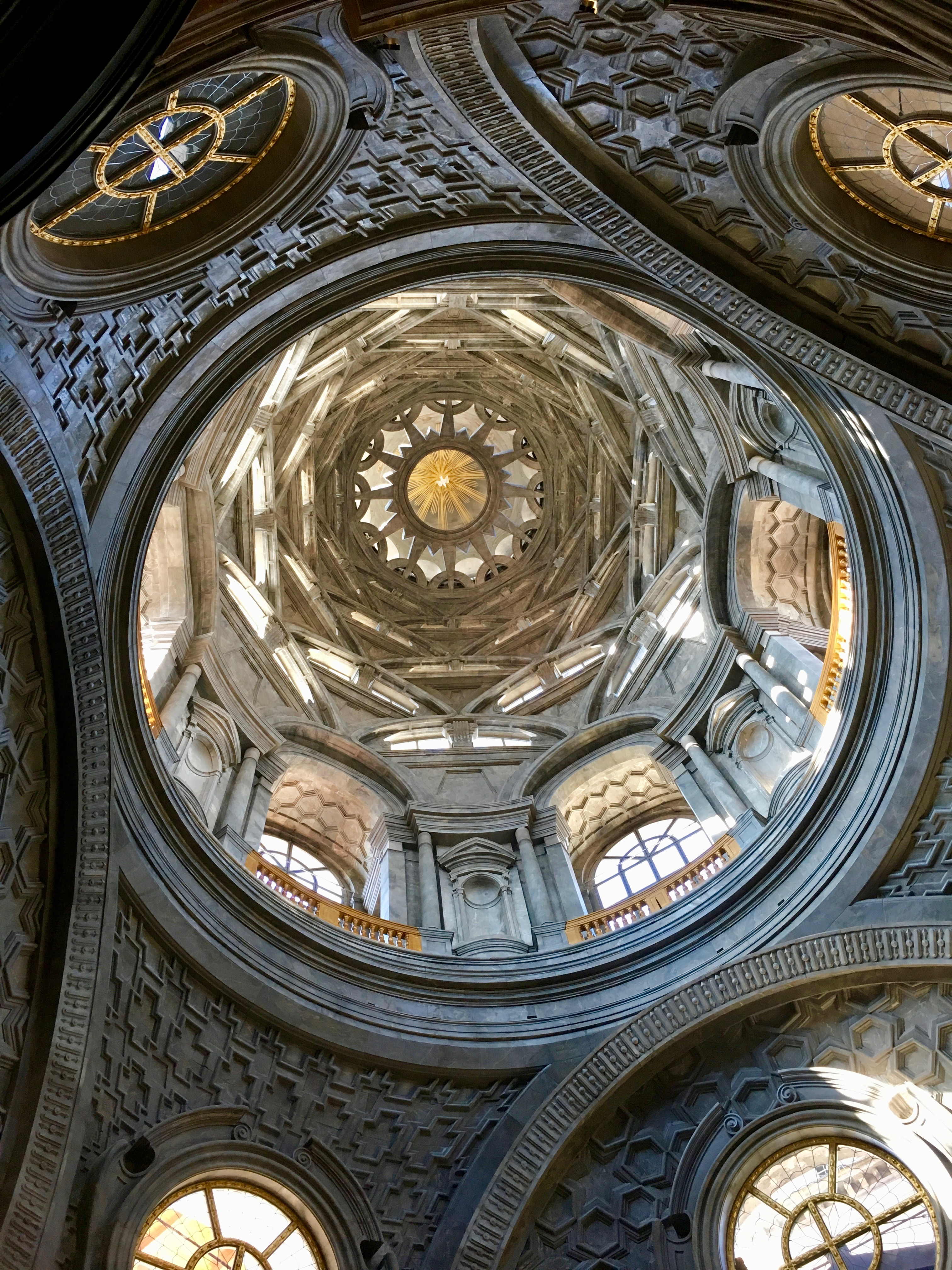
Coupole de la chapelle du Saint-Suaire.
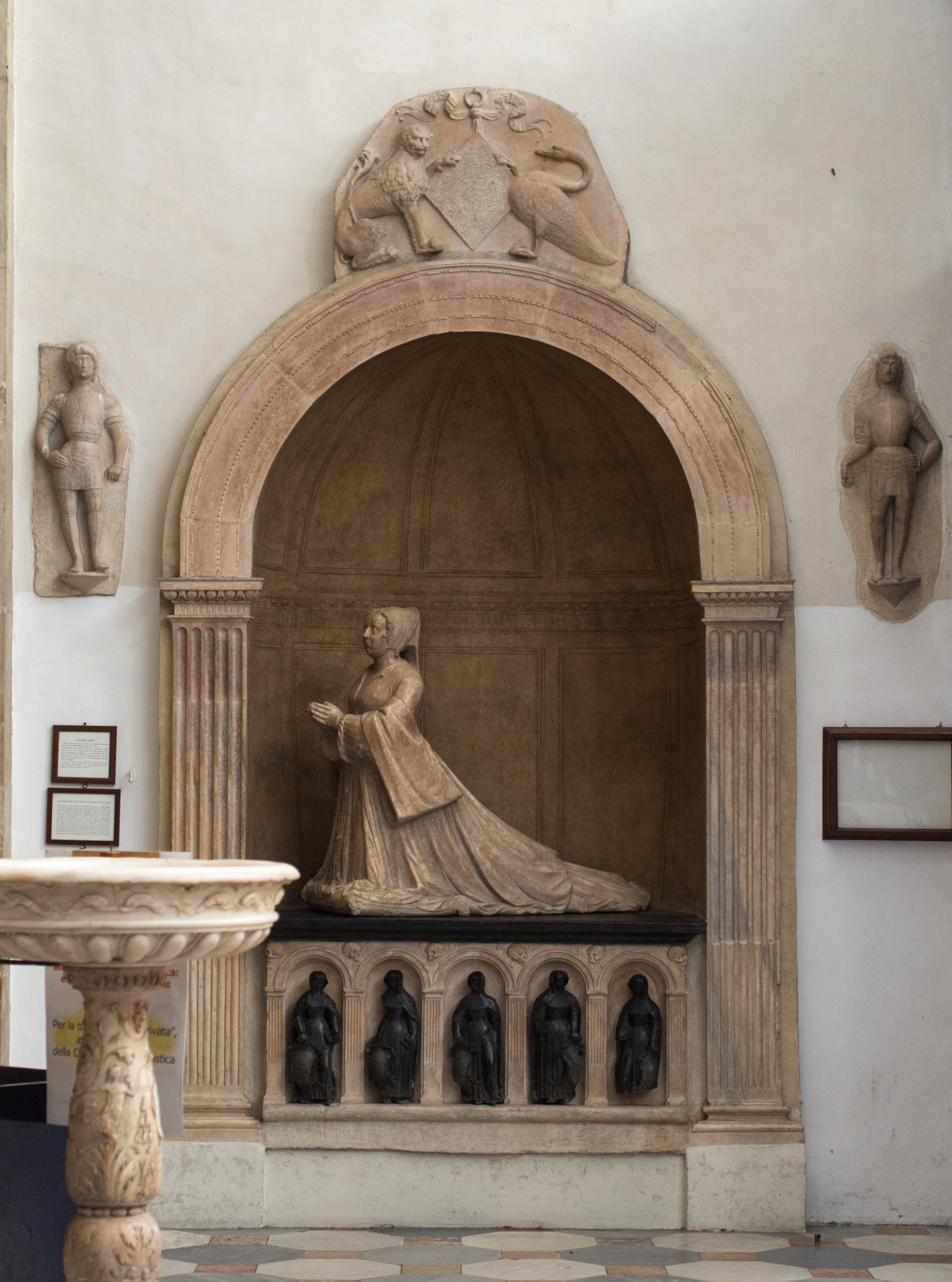
Tombe de Jeanne d'Orlier de la Balme.
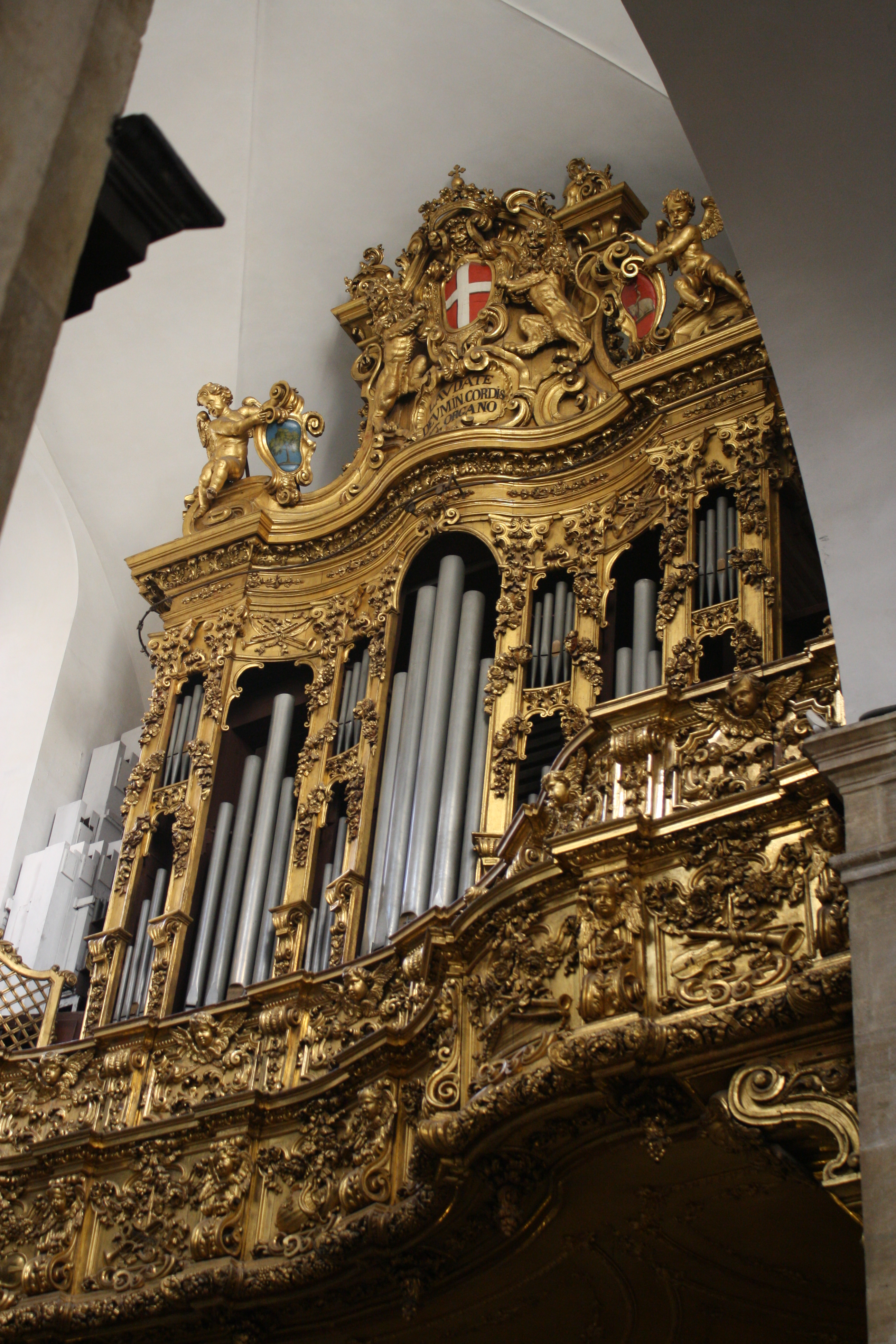
L'orgue, situé au transept droit, à l'opposé de la chapelle du Saint-Suaire.
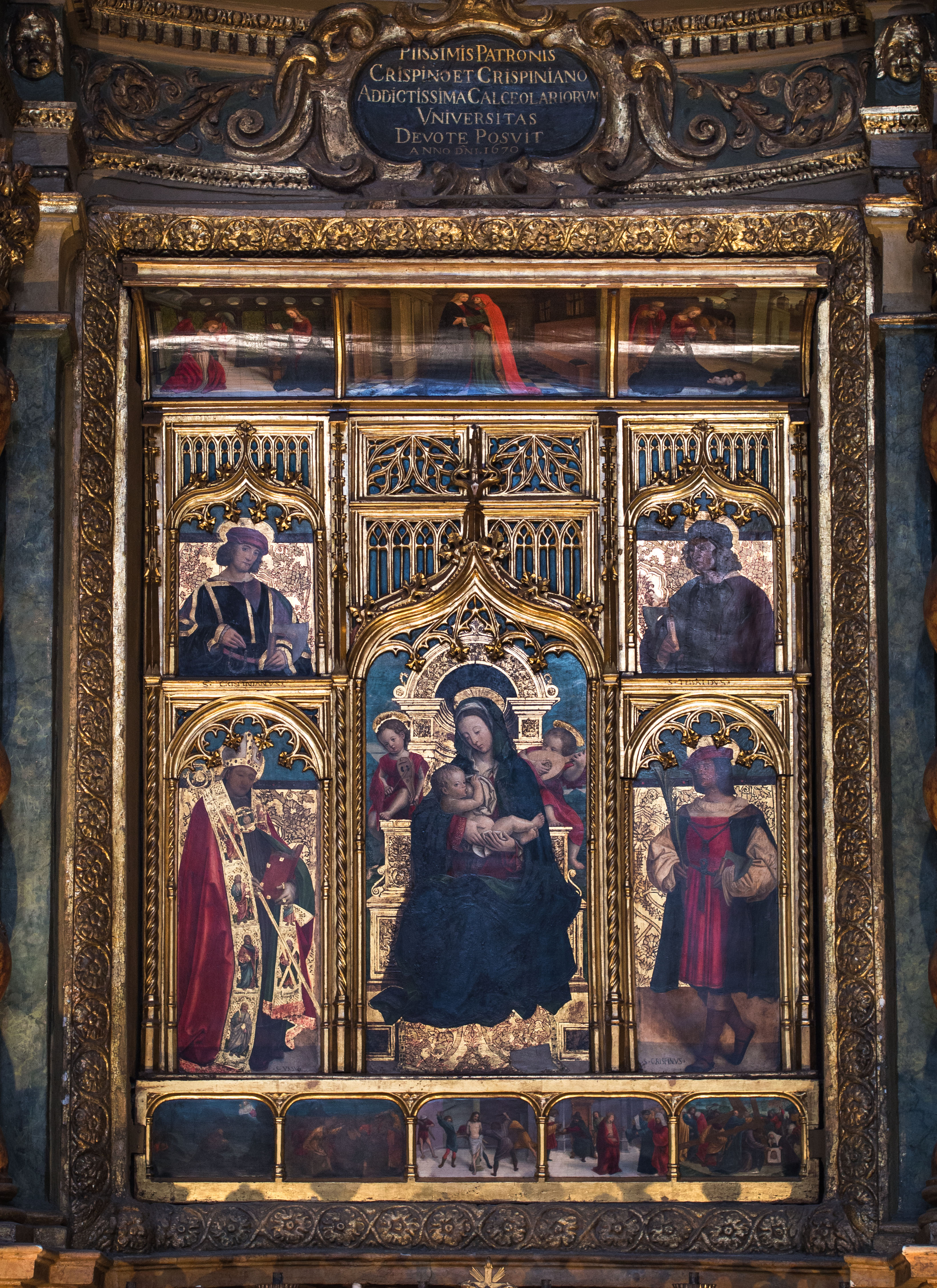
Polyptyque de la Compagnie des cordonniers (1498-1504), Giovanni Martino Spanzotti, chapelle des Saints Crispin et Crispinien.
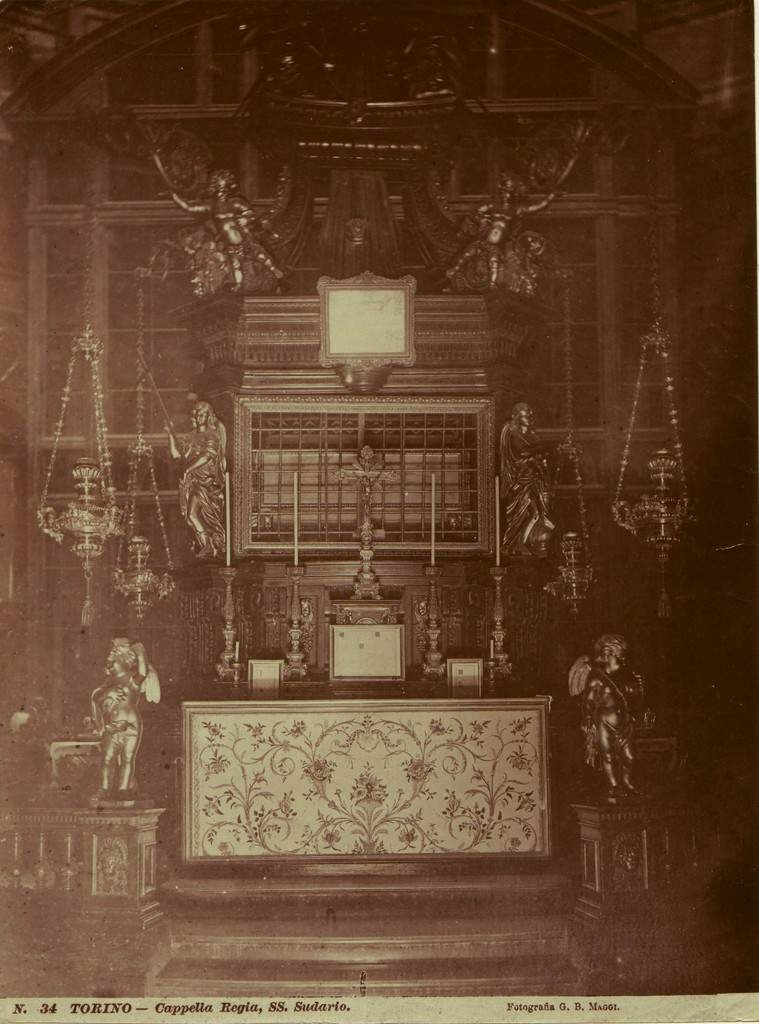
Carte de la chapelle du Saint-Suaire, collection de Giovanni Battista Maggi.
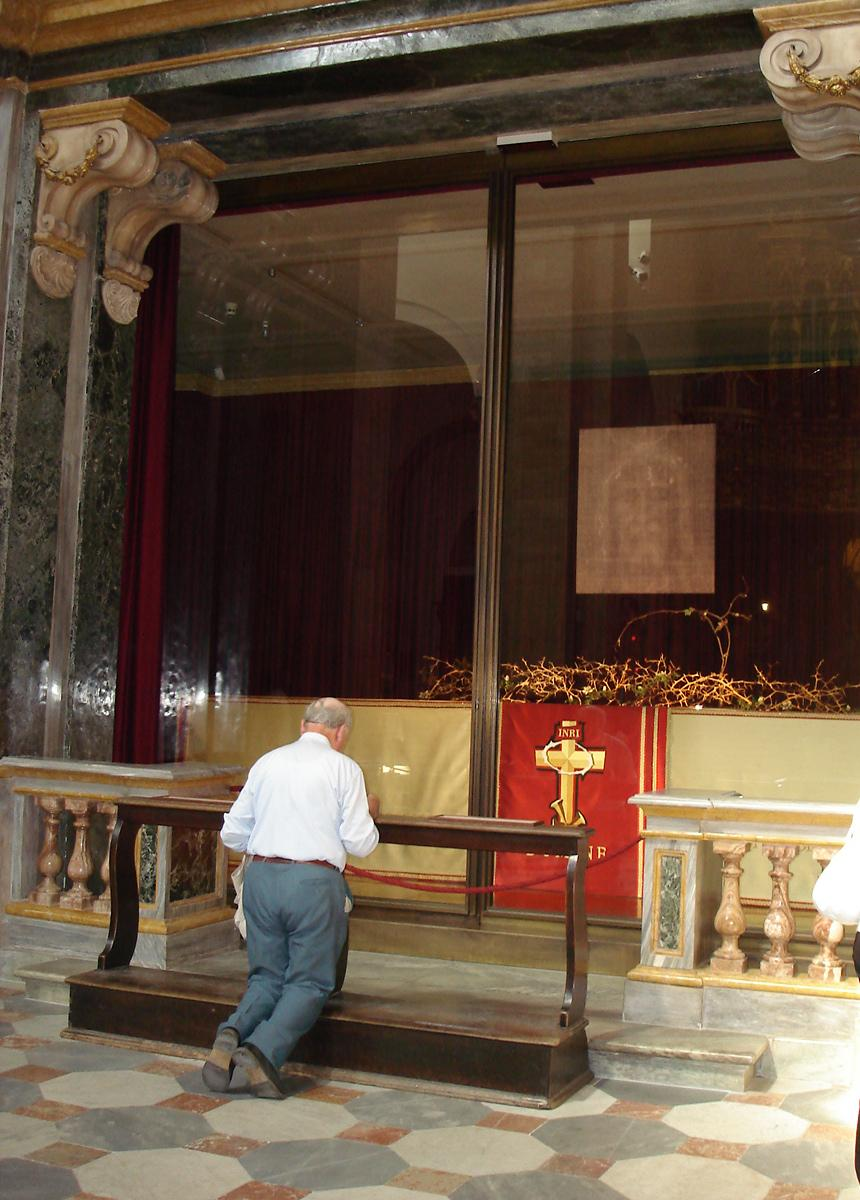
Un chrétien devant le Linceul de Turin.
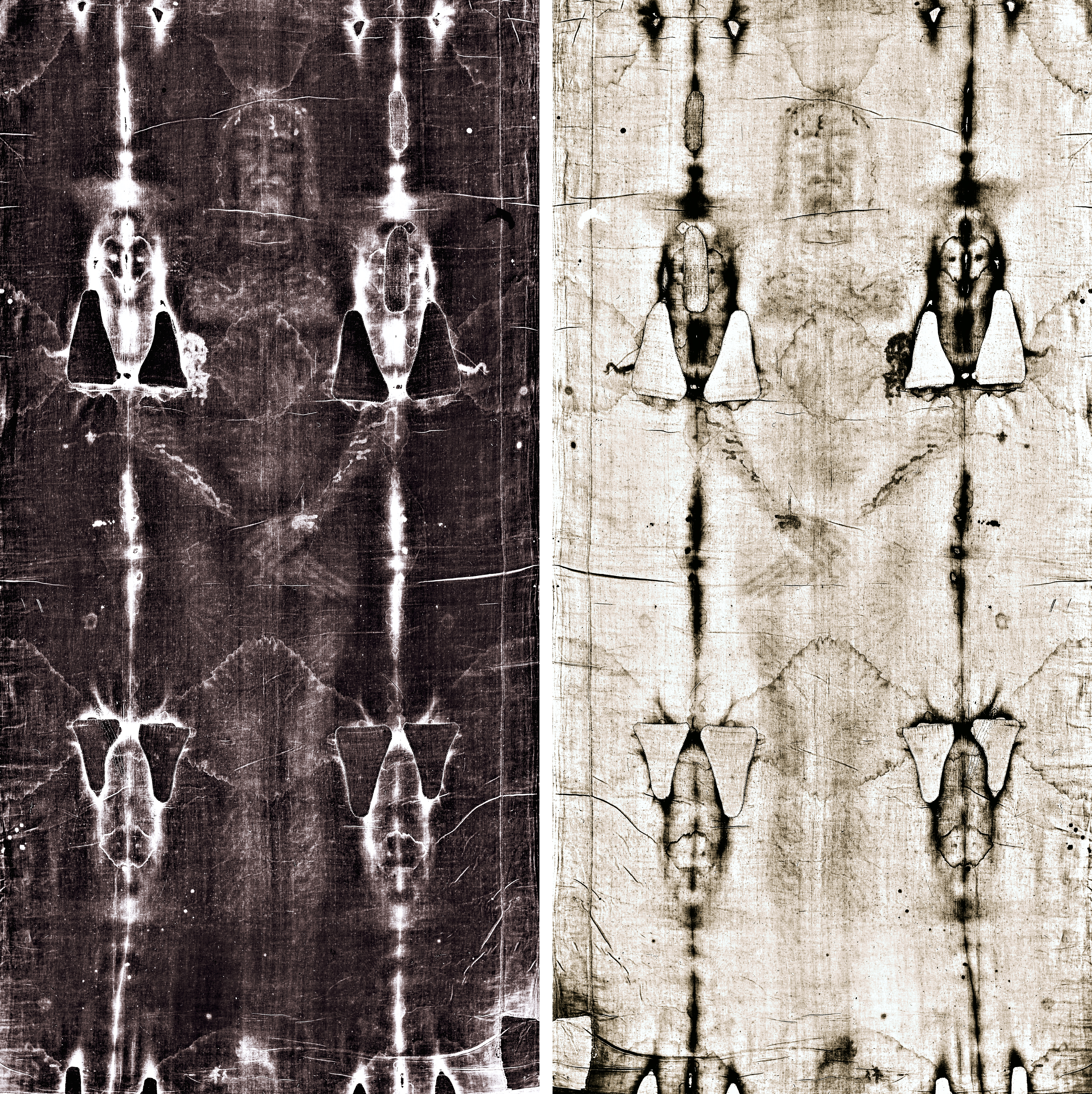
Images négatives et positives du Suaire de Turin à partir de la photographie de Giuseppe Enrie (1931).

### Articles liés
- Archidiocèse de Turin
- Turin
- Suaire de Turin
- Liste des cathédrales d'Italie